# 长圆果菘蓝
长圆果菘蓝（学名：Isatis oblongata）为十字花科菘蓝属下的一个种。